# Tubular Bells III
Tubular Bells III är ett album av Mike Oldfield, utgivet 1998 som en uppföljare till Tubular Bells från 1973 och Tubular Bells II från 1992. 
Albumet spelades in i en studio i Ibiza och i London. Oldfield valde att börja i Ibiza eftersom han ville ha en lugn plats att skriva musik i lugn och ro, men upptäckte ganska snart att Ibiza i huvudsak under sommaren är en mycket aktiv festplats för större delen av Europa. Oldfield fann sig dragen till klubbarna och han började snart experimentera med dansmusik. Han skapade ett par varianter på Tubular Bells-temat och uppmanade lokala DJs att spela dem. När de dansande ungdomarna inte lämnade dansgolven ansåg han sig ha lyckats musikaliskt. Han kände emellertid att den musiken inte funkade på albumet och skrev därefter istället musikstycken som beskrev olika känslor han känt under sin vistelse.
Oldfield har också valt att sampla trummor och andra ljud från sina tidigare album, bland annat Crises och Ommadawn. 

## Låtlista
Samtliga låtar skrivna av Mike Oldfield.
1. "The Source of Secrets" - 5:34
2. "The Watchful Eye" - 2:08
3. "Jewel in the Crown" - 5:45
4. "Outcast" - 3:49
5. "Serpent Dream" - 2:52
6. "The Inner Child" - 4:41
7. "Man in the Rain" - 4:03
8. "The Top of the Morning" - 4:26
9. "Moonwatch" - 4:25
10. "Secrets" - 3:19
11. "Far Above the Clouds" - 5:30

## Medverkande
- Mike Oldfield - gitarrer, bas, keyboard, flygel, rörklockor (tubular bells).
- Cara - sång
- Heather Burnett - sång
- Rosa Cedrón - sång
- Amar - sång
- Clodagh Simonds - sång
- Francesca Robertson - sång